# Cerveza de Escocia

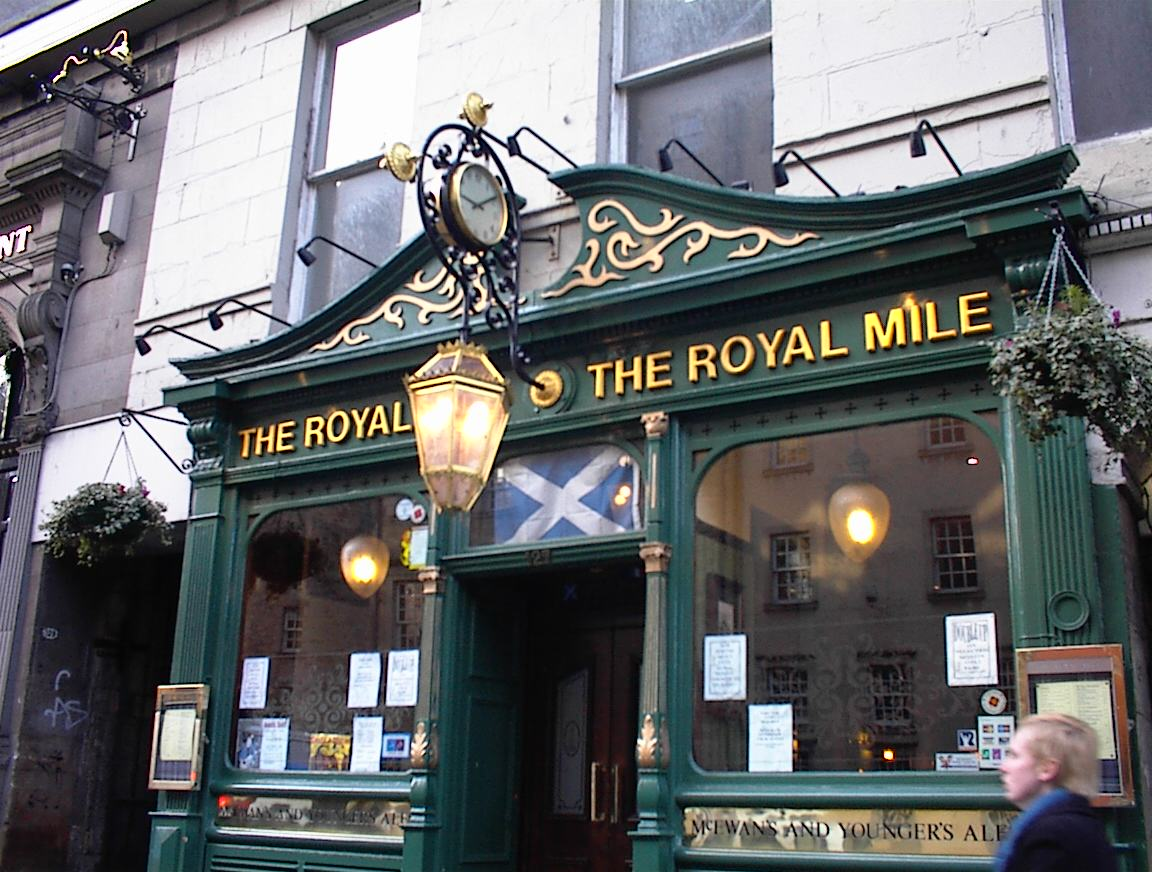
Pub en la Royal Mile de Edimburgo.

La cerveza en Escocia se ha producido durante cinco mil años. La tradición celta de usar hierbas amargas permaneció en Escocia más tiempo que en el resto de Europa. La mayoría de las cervecerías se desarrollaron en las Lowlands centrales, que también contenían los principales centros de población. Edimburgo y Alloa, en particular, se convirtieron en centros destacados para la exportación de cerveza en todo el mundo. A finales del siglo XX, pequeñas cervecerías habían surgido en toda Escocia.
A pesar de la creencia generalizada de que las cervezas en Escocia usaban menos lúpulo que en Inglaterra, toda la evidencia disponible muestra que los escoceses importaron lúpulo de todo el mundo y lo usaron ampliamente.

## Historia
La elaboración de cerveza en Escocia se remonta a 5 000 años; se sugiere que la cerveza se podría haber hecho con cebada en Skara Brae y en otros sitios del Neolítico. La cerveza habría sido aromatizada con ulmaria a la manera de un kvas o gruit hecho por varias tribus del norte de Europa, incluidos los celtas y los pictos. El antiguo griego Piteas señaló en el año 325 aC que los habitantes de Caledonia eran hábiles en el arte de preparar una bebida potente.
El uso de hierbas amargas como el brezo, el mirto y la escoba para aromatizar y conservar la cerveza continuó más tiempo en zonas remotas de Escocia que en el resto del Reino Unido. Thomas Pennant escribió en A Tour in Scotland (1769) que en la isla de Islay "la ale se hace con frecuencia de las cimas jóvenes de brezo, mezclando dos tercios de esa planta con uno de malta, a veces añadiendo lúpulo". Aunque, como en el resto de Gran Bretaña, el lúpulo había reemplazado a las hierbas en Escocia a finales del siglo XIX, esta tradición celta del uso de hierbas amargas se revivió en Bretaña, Francia, durante 1990 por la Brasserie Lancelot, y en Escocia por Williams Brothers dos años después.

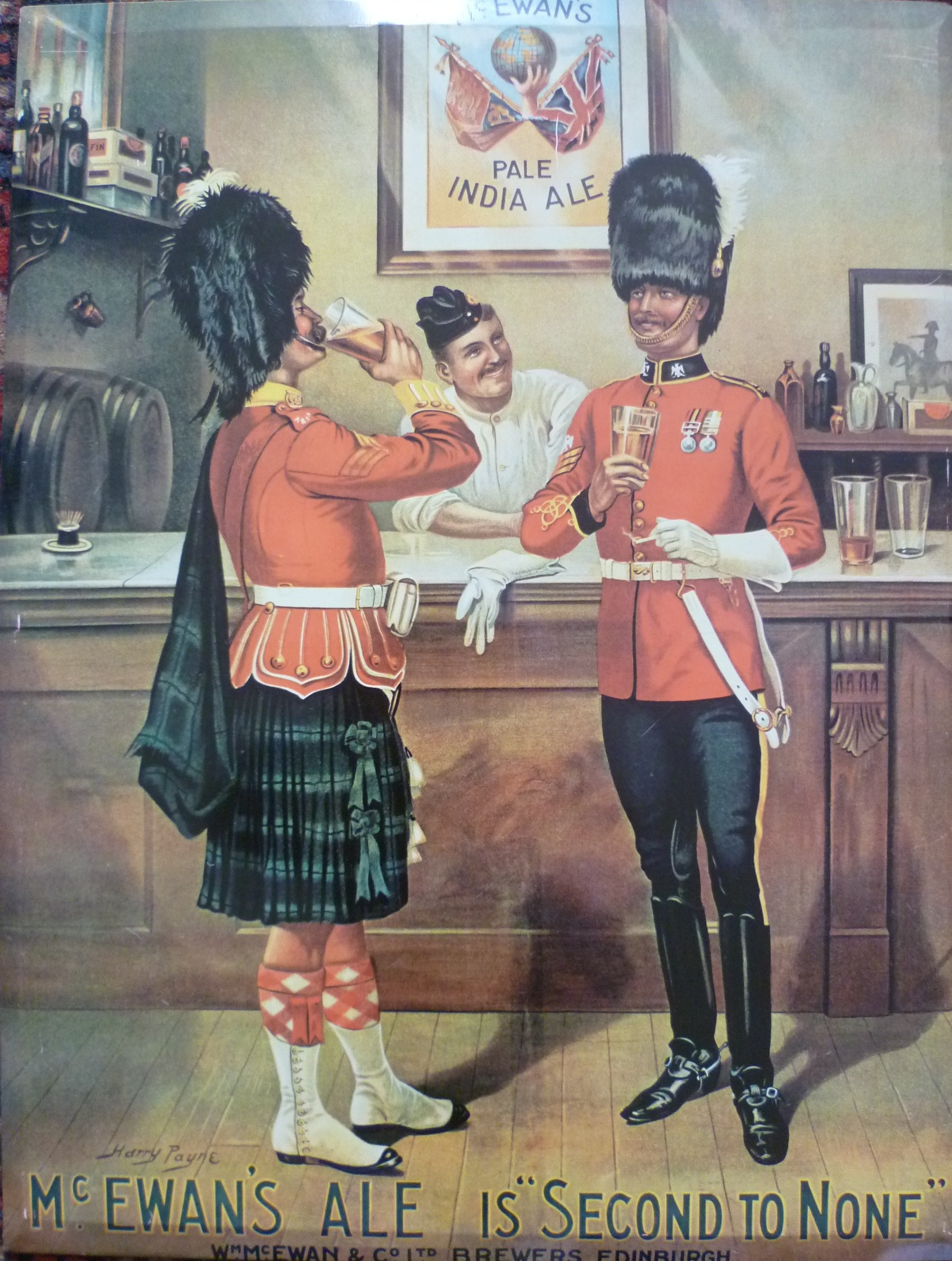
Cartel de McEwan's de 1906.

A pesar de que las antiguas técnicas e ingredientes de elaboración de la cerveza siguieron usándose más tarde en Escocia que en el resto del Reino Unido, el patrón general de desarrollo fue el mismo, con la elaboración principalmente en manos de "broustaris", o alewives, y monasterios, tal como fue en toda Europa; sin embargo, al igual que con los ingredientes de elaboración de cerveza, la tendencia era que los desarrollos se movieran más lentamente. El Leges Quatuor Burgorum, un código de leyes burgh, mostró que en 1509 Aberdeen tenía más de 150 cerveceros, todas mujeres; y esto se compara con las cifras de Londres que muestran que de 290 cerveceros, alrededor del 40% eran hombres. Después de la Reforma en la década de 1560, la elaboración de cerveza comercial comenzó a organizarse más, como lo demostró la formación en 1598 de la Sociedad de Cerveceros de Edimburgo, aunque Londres había formado su Cofradía de Cerveceros más de 250 años antes, en 1342.
Sin embargo, después de las Actas de la Unión 1707, surgieron nuevas oportunidades comerciales que demostraron ser un estímulo sustancial para los cerveceros escoceses. El impuesto a la cerveza era más bajo que en otras partes del Reino Unido, y no había impuestos sobre la malta en Escocia, lo que dio a los cerveceros escoceses una ventaja financiera. Durante el siglo XVIII, se establecieron algunos de los nombres más recordados de la cerveza escocesa, como William Younger en Edimburgo, Robert y Hugh Tennent en Glasgow y George Younger en Alloa. En Dunbar en 1719, por ejemplo, se fundó Belhaven Brewery de Dudgeon & Company. Los cerveceros escoceses, especialmente los de Edimburgo, estaban a punto de rivalizar con los cerveceros más grandes del mundo.
Si bien desde hace tiempo se asume por varias razones que los cerveceros escoceses hicieron poco uso del lúpulo, la información disponible de los registros de cervecería y comercio muestra que los cerveceros en Edimburgo usaron lúpulo tanto como los cerveceros ingleses, y que la cerveza hoppy fuerte que Hodgeson estaba exportando a India y que se conoció como IPA, se copió y se preparó en Edimburgo en 1821, un año antes de que Allsopp se cree que lo fabricó por primera vez en Burton. La cervecería de Robert Disher en el área de Canongate en Edimburgo tuvo tanto éxito con su hoppy Edinburgh Pale Ale que los otros cerveceros de Edimburgo siguieron, exportando cerveza escocesa fuerte y lupulada por todo el Imperio Británico, y en Rusia y América. Los historiadores de la cerveza Charles McMaster y Martyn Cornell han demostrado que las cifras de ventas de las cervecerías de Edimburgo rivalizaban con las de Dublín y Burton upon Trent.
Charles McMaster, el "historiador líder de la industria cervecera escocesa", según Roger Protz, cree que el agua dura de Edimburgo fue particularmente adecuada para la elaboración de pale ale, especialmente el agua de los pozos en el "círculo encantado" de Holyrood a través de Canongate, Cowgate, Grassmarket y Fountainbridge; y que debido a la calidad de esta agua, el cervecero Robert Disher fue capaz de lanzar una cerveza paleolimétrica Edinburgh Pale Ale en 1821. Mientras que Martyn Cornell en Beer: The Story of The Pint, muestra que cuando los cerveceros de Burton a fines del siglo XIX exportando sus Hoppy Burton Ales en la forma de India Pale Ale, así como las cervecerías William McEwan y William Younger. Cuando los cerveceros de Burton exportaban maltas fuertes Burton Ales, también lo hacían los cerveceros de Edimburgo, bajo el nombre de Scotch Ale. Los cerveceros de Edimburgo tenían un comercio de exportación muy grande y respetado a las colonias británicas que rivalizaba con el de los cerveceros de Burton. A mediados del siglo XIX, Edimburgo tenía cuarenta fábricas de cerveza y era "reconocido como uno de los principales centros cerveceros del mundo".
Algunos escritores, como Pete Brown en Man Walks into a Pub, creen que la cerveza elaborada en Escocia se desarrolló para ser significativamente diferente de la cerveza elaborada en Inglaterra. La creencia es que el lúpulo se usó con moderación, y que la designación del chelín era exclusivamente escocesa. Sin embargo, el Dr. John Harrison en Old British Beers dio una receta para la cerveza inglesa Brakspear's 1865 50/- Pale Ale en la que se usan 1,8 oz de lúpulo por galón imperial (11 gramos por litro), junto con la cervecería escocesa W. Younger's 1896 Ale No 3 (Pale) que también usa 1,8 onzas de lúpulo por galón imperial. Estos dos indican que no hubo diferencia en el uso del lúpulo, incluso para las cervezas domésticas diarias, y que la designación del chelín se usó en otras partes de las islas británicas.